# Feuerspitze
La Feuerspitze est une montagne qui s’élève à 2 852 m d’altitude dans les Alpes de Lechtal, en Autriche.